# Gemonio
Gemonio é uma comuna italiana da região da Lombardia, província de Varese, com cerca de 2.551 habitantes. Estende-se por uma área de 3 km², tendo uma densidade populacional de 850 hab/km². Faz fronteira com Azzio, Besozzo, Brenta, Caravate, Cittiglio, Cocquio-Trevisago.

## Demografia
| Variação demográfica do município entre 1861 e 2011                               |
|                                                                                   |
| Fonte: Istituto Nazionale di Statistica (ISTAT) - Elaboração gráfica da Wikipedia |